# آونساک
آونساک (به فرانسوی: Avensac) یک کمون در فرانسه است که در canton of Mauvezin واقع شده‌است. آونساک ۴٫۸ کیلومتر مربع مساحت دارد ۲۰۱ متر بالاتر از سطح دریا واقع شده‌است.